# Platyphoca
Platyphoca és un gènere extint de mamífers carnívors de la família de les foques (Phocidae) que visqueren a les aigües costaneres de l'Atlàntic nord entre el Miocè superior i el Pliocè inferior. Se n'han trobat restes fòssils a Bèlgica, Dinamarca i els Estats Units. Les espècies d'aquest grup tenen els húmers de mida comparable als de la foca barbuda. Eren animals de grans dimensions, possiblement igual de grossos que la foca de cresta d'avui en dia. El nom genèric Platyphoca significa ‘Phoca plana’.